# Анаксагор (царь Аргоса)
Анаксаго́р (др.-греч. Ἀναξαγόρας) — в древнегреческой мифологии царь Аргоса.
Сын Мегапенфа. Во время царствования Анаксагора Дионис наслал на аргосских женщин безумие. Они покинули свои дома и стали бесцельно блуждать по стране. От этого недуга их исцелил прорицатель и врач Мелампод. После этого Анаксагор выдал за него замуж свою сестру и отдал две трети царства. Одну треть Мелампод передал брату Бианту, а второй стал править сам. Власть над третью аргосского царства Анаксагору наследовал сын Алектор.